# Harter Zinnober-Täubling
Der Harte Zinnober-Täubling  (Russula rosea, syn. Russula lepida) ist ein Pilz aus der Familie der Täublingsverwandten. Mit seinem rosaroten, matt-samtigen Hut, dem rötlich überhauchten Stiel und dem sehr festen Fleisch ist er leicht zu erkennen.

## Merkmale

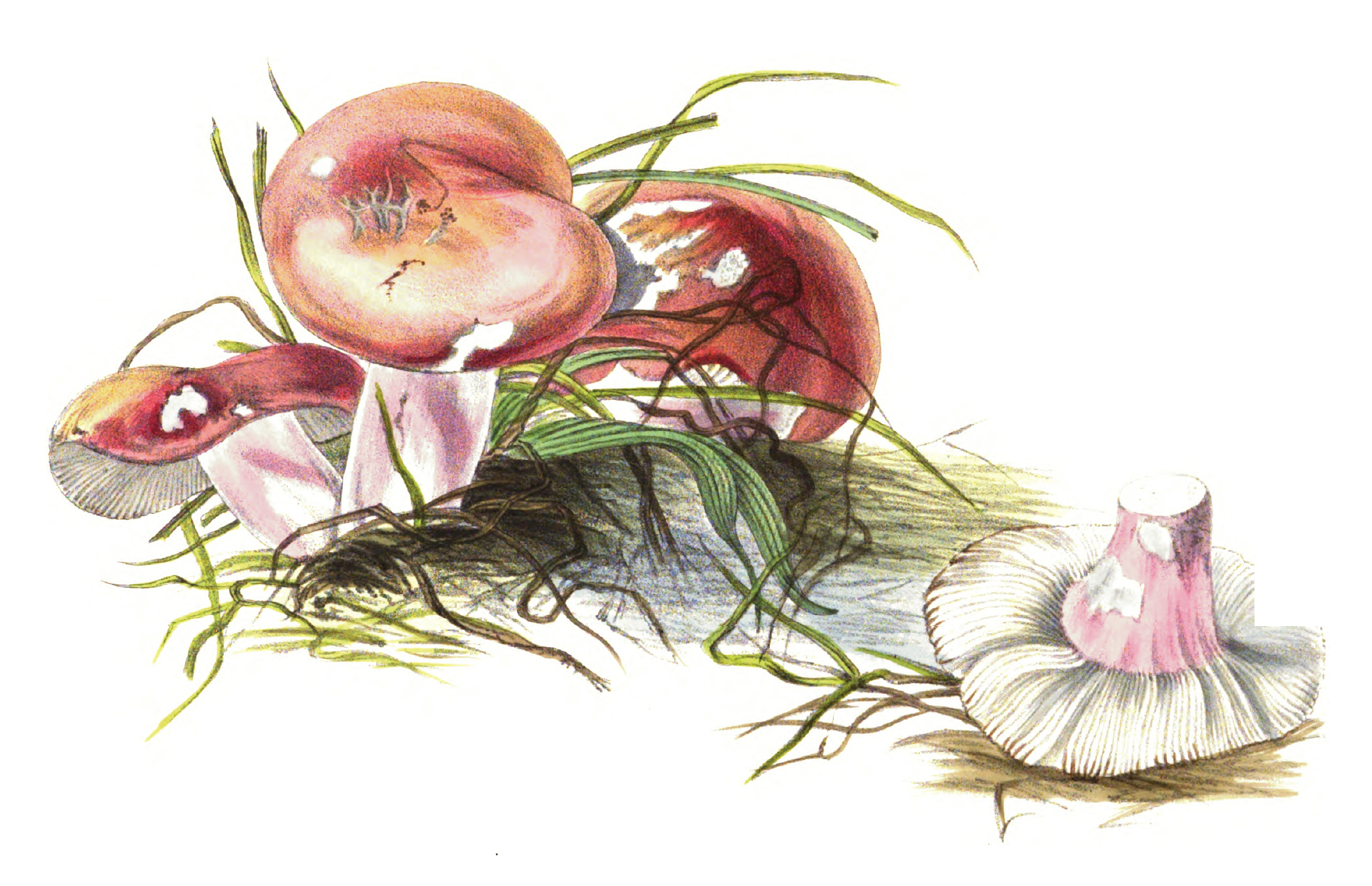
Farbtafel von Thomas John Hussey aus „Illustrations of British mycology, 2nd ed.“ (1865)

### Makroskopische Merkmale
Der Hut des Harten Zinnober-Täublings ist 6–10 cm breit. Er ist jung halbkugelig, dann flach gewölbt bis ausgebreitet. Im Alter kann er mitunter auch leicht vertieft sein. Die Huthaut ist glatt, glanzlos, feinsamtig matt und springt bei Trockenheit oft rissig auf. Die Oberfläche ist intensiv hell-zinnober- bis scharlachrot oder rosa, bisweilen auch weißlich bereift. Doch oft blasst die Mitte auch cremefarbig aus. Die Huthaut ist so gut wie nicht abziehbar.
Die Lamellen sind weißlich, später auch cremefarben und haben in der Nähe des Hutrandes oft eine rötliche Schneide. Sie sind abgerundet bis angewachsen und stehen ziemlich gedrängt. Das Sporenpulver ist weißlich bis blass cremefarben (IIa nach Romagnesi).
Der Stiel ist 3–9 cm lang und 1–4 cm breit, weiß, doch meist rosa bis rötlich überhaucht. Er ist voll, fest und nahezu hart und feinflockig.
Das Fleisch ist weiß, auffallend hart und fest-fleischig. Es schmeckt nach längerem Kauen leicht bitter und ein wenig nach Bleistiftholz (Zedernholz), besonders in den Lamellen. Der Geruch ist nicht besonders auffallend, doch beim Kochen kann er terpentinartig sein.

### Mikroskopische Merkmale
Die Sporen sind breit elliptisch bis fast kugelig, 8–10 µm lang und 7–8 µm breit. Die stacheligen, dichtstehenden Warzen sind bis zu 0,5 μm hoch und über Linien und Grate miteinander zu einem gut entwickelten Netzwerk verbunden. In der Huthaut sind viele Pileozystiden vorhanden, die zylindrisch, konisch, spindelförmig oder schmal keulenförmig sein können, sich aber mit Sulfovanillin nicht oder kaum anfärben. In der Huthaut lassen sich auch Primordialhyphen nachweisen, das sind Hyphen, die mit kristallinen Ausscheidungen überkrustet sind, die sich mit einer Fuchsinfärbung anfärben lassen. Die angefärbten, körnigen Granulate sind allerdings spärlich, verstreut und leicht zu übersehen.

## Artabgrenzung
Der Pilz hat viele eindeutige Kennzeichen – die Hutfarbe, die matt-trockene, nicht abziehbare Huthaut, der rötlich überlaufene Stiel, das sehr harte, nur leicht bittere Fleisch mit dem typischen Geschmack nach Bleistiftholz –, sodass er bei ausreichender Aufmerksamkeit mit keinem anderen roten Täubling verwechselt werden kann. Die ebenso leuchtend roten Speitäublinge haben bei vielen Merkmalen genau entgegengesetzte Eigenschaften: die Huthaut ist klebrig-glänzend und lässt sich ganz oder doch sehr weit abziehen, das Fleisch ist weich und zerbrechlich und sie schmecken scharf.
Ähnlich ist der seltene Ockerblättrige Zinnober-Täubling (Russula pseudointegra). Er hat ebenfalls einen roten, samtigmatten Hut, seine Lamellen sind aber zumindest bei Reife ockergelb. Auch das Sporenpulver ist satt ockergelb. Er schmeckt bitterer und auch ein wenig schärflich. Der ebenfalls seltene Scharfe Zinnober-Täubling (Russula pungens) schmeckt deutlich scharf und sein Fleisch färbt sich nach einiger Zeit grau.

## Ökologie
Der Harte Zinnober-Täubling ist wie alle Täublinge ein Mykorrhizapilz, der vorwiegend mit Rotbuchen eine Symbiose eingeht. Selten geht er mit Eichen, noch seltener mit Hainbuchen oder anderen Laubbäumen eine Partnerschaft ein.
Der Pilz ist eine Charakterart des Rotbuchenwaldes und kommt vorwiegend in Waldmeister-Buchenwäldern und nicht zu bodensauren Hainsimsen Buchenwäldern vor. Er kann auch in Labkraut-Tannenwäldern sowie (selten) in Orchideen- oder Seggen-Buchenwäldern gefunden werden. Gelegentlich kommt er auch in Hainbuchen-Eichenwäldern, an Waldwegen, Waldlichtungen sowie in Parkanlagen vor.
Der Pilz mag schwach saure bis neutrale pH-Werte, toleriert aber auch saure bis schwach alkalische. Die Böden sollten flach oder mittelgründig, mäßig trocken bis frisch und nicht zu nährstoffhaltig sein. Der Harte Zinnober-Täubling ist jedoch nicht allzu wählerisch und kommt sowohl mit Sandböden als auch mit humosen Braunlehm-Rendzinen, Braun- und Parabraunerden über Sandstein, Graniten und Gneisen, Basalten, Mergeln als auch Kalkgestein zurecht.
Die Fruchtkörper erscheinen von Juli bis Oktober und nur selten früher oder später. Man findet sie vorwiegend im Hügel- und unteren Bergland.

## Verbreitung

Europäische Länder mit Fundnachweisen des Harten Zinnober-Täublings.
Legende:
Länder mit Fundmeldungen
Länder ohne Nachweise
keine Daten
außereuropäische Länder

Der Harte Zinnober-Täubling ist eine holarktische Art, die auf der nördlichen Halbkugel auf allen Kontinenten in der meridionalen und temperaten Klimazone vorkommt. Die Art wurde in Nordasien (Israel, Kaukasus, Sibirien, Russland-Fernost, Korea und Japan), in Nordamerika (USA), in Nordafrika (Marokko, Algerien und Tunesien) und in Europa nachgewiesen. Auch in Madeira wurde sie gefunden.
Die europäische Verbreitung des Harten Zinnober-Täublings entspricht derjenigen der Rotbuche, seines bevorzugten Mykorrhizapartners.
In Deutschland findet man den Pilz vom Voralpenland bis zur dänischen Grenze. Im Süden ist er mäßig verbreitet, in der norddeutschen Tiefebene ist er selten.

## Systematik
Das lateinische Artattribut (Epitheton) "rosea" bedeutet rosa oder rosenrot, während das noch häufig verwendete Artattribut "lepida" mit prächtig oder anmutig übersetzt werden kann.

### Infragenerische Systematik
Der Harte Zinnober-Täubling ist die Typusart der Untersektion Lepidinae, die innerhalb der Sektion Lilaceae (Incrustata) steht. Bei den Vertretern dieser Untersektion handelt es sich um große oder mittelgroße, mildschmeckende Arten. Ihr Hut ist meist rot oder rötlich und oft bereift.

### Unterarten und Varietäten
Die folgende Tabelle führt die Unterarten und Varietäten des Harten Zinnober-Täublings auf.
| Varietät               | Autor                     | Beschreibung |
| ---------------------- | ------------------------- | --- |
| R. rosea var. speciosa | Zvara                     | Farben ähnlich wie beim Typ, aber etwas blasser und stärker ausbleichend, zuletzt gelblich. Fleisch weniger fest und schnell weich werdend. Stiel fein-runzelig, rosa überlaufen, im Alter gilbend und rostfleckig. Sporen etwa 8 × 7,5 µm, mehr oder weniger kammartig ornamentiert.                                                     |
| R. rosea var. salmonea | Zvara                     | Ebenfalls unter Eichen mit lachsfarbenem bis schwach rosafarbenem Hut. |
| R. rosea var. sapinea  | Zvara                     | Unter Tannen mit rotbraunem Hut und schwach safrangelben Lamellen. |
| R. rosea var. alba     | Quel.                     | Unter Rotbuchen als Albino-Form mit mehr ockerfarbenem Hut, sonst wie der Typ. |
| R. rosea var. lactea   | (Pers.) Møll. & J.Schaef. | Der Hut ist 5–6 cm breit, weißlich cremefarben, manchmal am Rand fast gelblich-oliv, selten in der Mitte leicht rosa. Stiel fest, bei Berührung gilbend oder bräunend. Das Fleisch sehr ähnlich wie Typus, wie auch der Geruch und der Geschmack. Die Sporen haben höhere stachelartige Warzen oder diese sind fein netzförmig verbunden. |

## Bedeutung
Der Harte Zinnober-Täubling ist essbar, doch hartfleischig und wenig wohlschmeckend, bei größeren Mengen wird ein Abbrühen empfohlen.